# دره کاگایان
دره کاگایان (به لاتین: Cagayan Valley) یک منطقهٔ مسکونی در فیلیپین است که در Luzon واقع شده‌است.